# Burmannia lutescens
Burmannia lutescens är en enhjärtbladig växtart som beskrevs av Odoardo Beccari. Burmannia lutescens ingår i släktet Burmannia och familjen Burmanniaceae. Inga underarter finns listade i Catalogue of Life.